# Comunità montana Calore Salernitano
La Comunità montana Calore Salernitano comprende i seguenti comuni facenti parte della provincia di Salerno:
- Albanella
- Altavilla Silentina
- Campora
- Castel San Lorenzo
- Felitto
- Laurino
- Magliano Vetere
- Monteforte Cilento
- Piaggine
- Roccadaspide
- Sacco
- Stio
- Trentinara
- Valle dell'Angelo

A seguito della L.R. 12 del 30/09/2009 i comuni di Capaccio e Giungano non fanno più parte dell'ente.

## I Comuni
L'ambito territoriale  vede come comune capofila la città di Roccadaspide.
Fanno parte della Valle del Calore Salernitano i seguenti comuni:
| Comuni | Comuni                       | Abitanti | Superficie km² | Densità ab./km² | Altitudine m s.l.m. | Sindaco                                                        | Coordinate                  |
| ------ | ---------------------------- | -------- | -------------- | --------------- | ------------------- | -------------------------------------------------------------- | --------------------------- |
|        | Albanella                    | 6305     | 40,23          | 156,72          | 205                 | Renato Iosca (lista civica "Vince Albanella")                  | 40°29′N 15°07′E             |
|        | Altavilla Silentina          | 7035     | 52,48          | 134,05          | 319                 | Francesco Cembalo (lista civica "Tutti per Altavilla")         | 40°32′N 15°08′E             |
|        | Campora                      | 336      | 29,15          | 11,53           | 520                 | Gianni Feola (lista civica Noi SiAmo Campora)                  | 40°18′N 15°18′E             |
|        | Castel San Lorenz            | 2238     | 14,29          | 156,61          | 358                 | Giuseppe Scorza (Lista civica Nuove Idee In Movimento)         | 40°25′N 15°14′E             |
|        | Felitto                      | 1147     | 41,53          | 27,62           | 275                 | Carmine Casella (Lista Civica Per Felitto)                     | 40°22′N 15°15′E             |
|        | Laurino                      | 1302     | 70,44          | 18,48           | 531                 | Romano Gregorio (Lista civiche Alba per un Futuro Comune)      | 40°20′N 15°20′E             |
|        | Magliano Vetere              | 606      | 23,3           | 26,01           | 650                 | Adriano Piano (Lista Civica Uniti Per Magliano)                | 40°21′N 15°14′E             |
|        | Monteforte Cilento           | 529      | 22,17          | 23,86           | 600                 | Bernardo Mottola (lista civica Per Monteforte)                 | 40°22′N 15°12′E             |
|        | Piaggine                     | 1068     | 62,77          | 17,01           | 630                 | Renato Pizzolante (Lista civica Piaggine Rinasce)              | 40°21′N 15°23′E             |
|        | Roccadaspide                 | 6875     | 64,16          | 107,15          | 354                 | Gabriele Iuliano (Centro-sinistra/PD Insieme per Roccadaspide) | 40°26′N 15°12′E             |
|        | Sacco                        | 441      | 23,66          | 18,64           | 600                 | Franco Latempa (lista civica/PD)                               | 40°22′44″N 15°22′42″E       |
|        | Stio                         | 780      | 24,28          | 32,13           | 675                 | Giancarlo Trotta (lista civica)                                | 40°18′36.72″N 15°15′05.51″E |
|        | Trentinara                   | 1574     | 23,44          | 67,15           | 606                 | Rosario Carione (lista civica)                                 | 40°24′N 15°07′E             |
|        | Valle dell'Angelo            | 217      | 36,6           | 5,93            | 620                 | Salvatore Angelo Iannuzzi (Lista civica/PD)                    | 40°20′41″N 15°22′09″E       |
| Totale | Valle del Calore Salernitano | 18 948   | 459,45         | 564,8           |                     |                                                                |                             |

### Gemellaggi

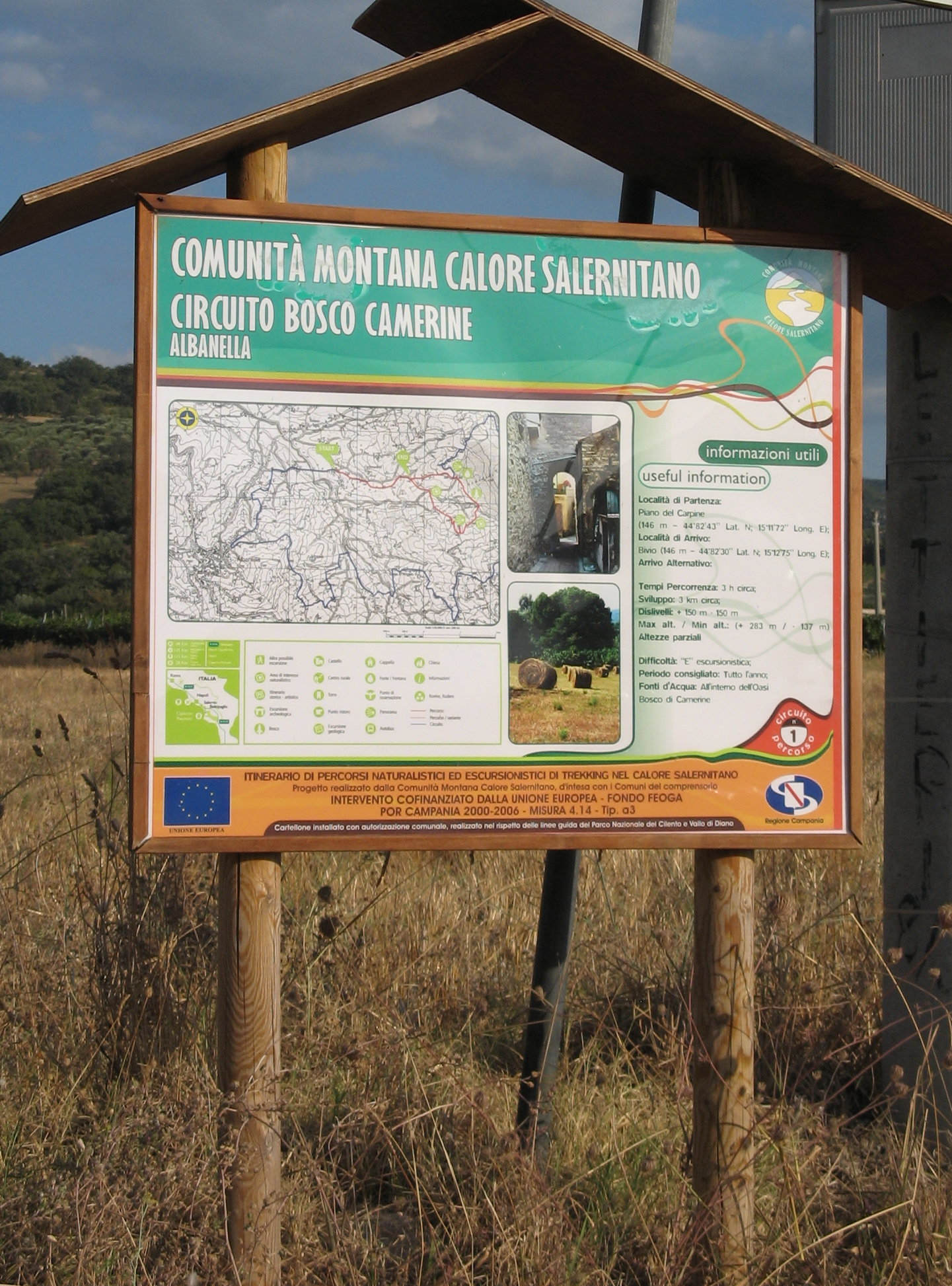
Tipica segnaletica naturalistica installata dalla Comunità Montana Calore Salernitano

## Presidenti della Comunità Montana Calore Salernitano
| Nº | Nº | Nome              | Mandato | Mandato  | Comune               |
| Nº | Nº | Nome              | Inizio  | Fine     | Comune               |
| -- | -- | ----------------- | ------- | -------- | -------------------- |
| 1  |    | Gaetano Sassi     | 1976    | 1982     |                      |
| 2  |    | Antonio Vertullo  | 1982    | 1986     | Piaggine             |
| 3  |    | Giovanni Rocco    | 1986    | 1994     | Magliano Vetere      |
| 4  |    | Gabriele Antico   | 1994    | 1996     | Roccadaspide         |
| 5  |    | Giacomo Di Motta  | 1996    | 1997     | Democrazia Cristiana |
| 6  |    | Angelo Feola      | 1998    | 1999     | Campora              |
| 7  |    | Donato De Rosa    | 1999    | 2006     | Roccadaspide         |
| 8  |    | Mario Miano       | 2006    | 2008     | Roccadaspide         |
| 9  |    | Franco Latempa    | 2008    | 2009     | Sacco                |
| 10 |    | Pasquale Caroccia | 2009    | 2011     |                      |
| 11 |    | Angelo Rizzo      | 2011    | 2024     | Campora              |
| 12 |    | Carmine Casella   | 2024    | In corso | Felitto              |